# Index de répertoire de serveur Web
 (avril 2021).
La mise en forme du texte ne suit pas les recommandations de Wikipédia : il faut le « wikifier ».
Les points d'amélioration suivants sont les cas les plus fréquents :
- Les titres sont pré-formatés par le logiciel. Ils ne sont ni en capitales, ni en gras.
- Le texte ne doit pas être écrit en capitales (les noms de famille non plus), ni en gras, ni en italique, ni en « petit »…
- Le gras n'est utilisé que pour surligner le titre de l'article dans l'introduction, une seule fois.
- L'italique est rarement utilisé : mots en langue étrangère, titres d'œuvres, noms de bateaux, etc.
- Les citations ne sont pas en italique mais en corps de texte normal. Elles sont entourées par des guillemets français : « et ».
- Les listes à puces sont à éviter, des paragraphes rédigés étant largement préférés. Les tableaux sont à réserver à la présentation de données structurées (résultats, etc.).
- Les appels de note de bas de page (petits chiffres en exposant, introduits par l'outil «  Source ») sont à placer entre la fin de phrase et le point final[comme ça].
- Les liens internes (vers d'autres articles de Wikipédia) sont à choisir avec parcimonie. Créez des liens vers des articles approfondissant le sujet. Les termes génériques sans rapport avec le sujet sont à éviter, ainsi que les répétitions de liens vers un même terme.
- Les liens externes sont à placer uniquement dans une section « Liens externes », à la fin de l'article. Ces liens sont à choisir avec parcimonie suivant les règles définies. Si un lien sert de source à l'article, son insertion dans le texte est à faire par les notes de bas de page.
- La présentation des références doit suivre les conventions bibliographiques. Il est recommandé d'utiliser les modèles {{Ouvrage}}, {{Chapitre}}, {{Article}}, {{Lien web}} et/ou {{Bibliographie}}. Le mode d'édition visuel peut mettre en forme automatiquement les références.
- Insérer une infobox (cadre d'informations à droite) n'est pas obligatoire pour parachever la mise en page.

Pour une aide détaillée, merci de consulter Aide:Wikification.
Si vous pensez que ces points ont été résolus, vous pouvez retirer ce bandeau et améliorer la mise en forme d'un autre article.
 (avril 2021).

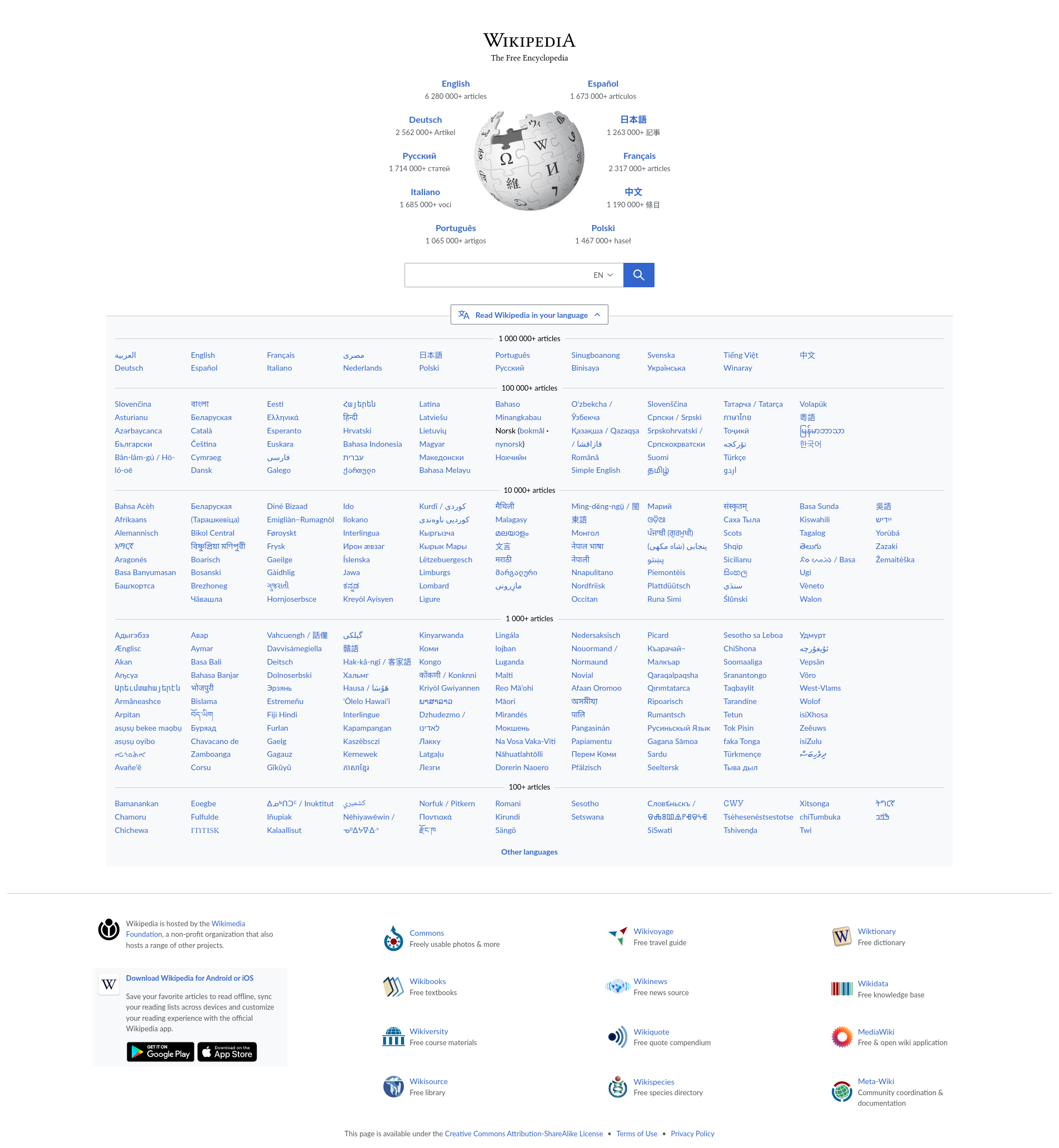
Www.wikipedia.org, l'index de Wikipédia.

Lorsqu'un client HTTP (généralement un navigateur web) demande une URL qui pointe vers une structure de répertoires au lieu d'une page web réelle dans le répertoire, le serveur web affichera généralement une page par défaut, souvent appelée index.
Un nom de fichier courant pour ce type de page est index.html, mais la plupart des serveurs HTTP modernes offrent une liste configurable de noms de fichiers que le serveur peut utiliser à la place d'"index". Si un serveur est configuré pour prendre en charge les scripts côté serveur, la liste comprendra généralement des choix permettant d'utiliser un contenu dynamique comme page index (par exemple: index.php, index.shtml, index.jsp, default.asp ) même s'il est préférable de toujours spécifier la sortie HTML ( index.html.php ou index.html.aspx ), car cela ne doit pas être tenu pour acquis. Par exemple, le célèbre serveur Web open source "Apache", où la liste des noms de fichiers est déterminée par la directive DirectoryIndex  dans le fichier de configuration du serveur principal ou dans le fichier de configuration de ce répertoire . Il est possible de se passer des extensions de fichiers, d'être neutre vis-à-vis des méthodes de livraison de contenu et de configurer le serveur pour qu'il sélectionne automatiquement le meilleur fichier via la négociation de contenu .
Si le serveur ne parvient pas à trouver un fichier avec l'un des noms répertoriés dans sa configuration, il peut soit renvoyer une erreur (généralement 404 Not Found ) ou générer sa propre page d'index répertoriant les fichiers dans le répertoire. Il peut également renvoyer une Erreur 403 accès à la liste d'index interdite . Habituellement, cette option, également, est  configurable.

## Historique
Un fonctionnement où le serveur Web fourni un fichier par défaut sur une base de sous-répertoire a été pris en charge dès NCSA HTTPd 0.3beta (22 avril 1993), qui sert par défaut l'index.html dans le répertoire. Ce fonctionnement a ensuite été adopté par CERN HTTPd depuis au moins la version 2.17beta (5 avril 1994), qui par défaut prend en charge Welcome.html et welcome.html en plus de l' index.html de NCSA.
Les serveurs Web ultérieurs prennent généralement en charge ce schéma de fichiers par défaut sous une forme ou une autre; il est généralement configurable, index.html étant l'un des noms de fichier par défaut,,.

## Implémentation
Étant donné que la page d'index du répertoire racine du site Web est souvent la première page d'un site qu'un utilisateur voit, elle est parfois utilisée pour offrir un menu d' options de langue pour les grands sites Web qui utilisent le ciblage géographique . Il est également possible d'éviter cette étape, par exemple en utilisant la négociation de contenu .
Dans les cas où aucun index.html n'existe dans un répertoire donné, le serveur Web peut être configuré pour fournir, à la place, une liste générée automatiquement des fichiers dans le répertoire. Avec le serveur Web Apache, par exemple, ce comportement est fourni par le module mod_autoindex  et contrôlé par la directive Options +Indexes  dans les fichiers de configuration du serveur Web.